# Kukon
Kukon, właściwie Jakub Konopka (ur. 20 lipca 1996 w Biłgoraju) – polski raper i autor tekstów.

## Życiorys
Kukon to raper pochodzący z Biłgoraja, dokładnie z dzielnicy Ogrody (swój album również tytułował tą dzielnicą). Swoje pierwsze utwory niealbumowe publikował już od 2014.
W 2016 pojawił się na kanale wytwórni Piękny Syf. W sierpniu 2018 pojawił się jego wspólny singiel z Pikersem „Lady Gaga”.
7 września 2018 ukazał się jego debiutancki album Piękny ból, album uzyskał bardzo dobre recenzje i został pozytywnie przyjęty przez słuchaczy.
8 marca 2019 pojawił się jego drugi album studyjny Agresja & depresja. Osiągnął on wynik 12 miejsca na liście OLiS. 7 czerwca 2019 pojawił się jego trzeci album Diabły & zapałki. Zawierał on tylko 7 oficjalnych utworów i pobił ustanowiony wcześniej rekord sprzedaży zajmując 12 miejsce na liście OLiS. 19 października 2019 ukazał się czwarty oficjalny album Kukona Radio Taxi. Zebrał dobre recenzję i ukazał się na rekordowym drugim miejscu na liście OLiS. Tuż przed zakończeniem roku, 28 grudnia 2019 ukazał się jego piąty album Ogrody Mixtape. Wypuszczony mixtape przyniósł mu duży skok popularności. Zajął czwarte miejsce na liście OLiS. Najpopularniejszy utwór „Miniówa” posiada 38 mln odsłuchów na Spotify (na dzień 2 września 2023) oraz 19 mln na YouTube (na dzień 2 września 2023) i uzyskał on status platynowej płyty.
26 czerwca 2020 ukazał się szósty album Kukona we współpracy z producentem Magierą pt. Afera. Zebrał on świetne recenzje, jednak nie odbił się szerszym rozgłosem. 25 września 2020 ukazał się siódmy studyjny album Kraków, Marzec 2020. Album zebrał bardzo dobre recenzje i zajął 6 miejsce na liście OLiS. Przed zakończeniem 2020 ukazał się ósmy Kukona Ogrody Mixtape 2. Został on pozytywnie odebrany przez środowisko i zajął 3 miejsce na liście OLIS.
28 marca 2021 pojawił się dziewiąty album we współpracy z Julią Mikułą pt. Dramat. Pojawił się on na czwartym miejscu listy OLiS oraz został odebrany bardzo pozytywnie.
7 kwietnia 2022 pojawił się dziesiąty album studyjny Rough n’ Gentle. Album został świetnie przyjęty, uzyskał pierwsze miejsce na liście OLiS i status złotej płyty. 23 czerwca 2022 ukazał się pierwszy mixtape (spoza trylogii „Ogrody Mixtape”) Kukona Kukonozaur Mixtape Mood. Pod koniec 2022 ukazał się album Ogrody Mixtape 3. Został on tak jak poprzedni z serii „Ogrody” bardzo dobrze przyjęty przez słuchaczy i recenzentów i zajął pierwsze miejsce na liście OLiS.
14 października 2023 Kukon wziął udział w wydarzeniu Red Bull SoundClash OKI vs. KUKON, organizowanym w Atlas Arenie w Łodzi. Rywalizujący ze sobą raperzy prezentowali najpopularniejsze utwory w akompaniamencie instrumentów na żywo. Kukon wygrał tę konkurencję dzięki uzyskaniu większej ilości głosów widowni. O wygranej decydował wynik mierzony w decybelach, któremu raperowi po jego show towarzyszył większy hałas publiczności.

## Dyskografia

### Albumy studyjne
| Rok  | Album | Najwyższa pozycja na liście | Sprzedaż       | Certyfikat                 |
| Rok  | Album | POL                         | Sprzedaż       | Certyfikat                 |
| ---- | --- | --------------------------- | -------------- | -------------------------- |
| 2018 | Piękny ból - Data: 8 września 2018 - Wydawca: Soul Records - Format: CD, digital download                       |                             |                |                            |
| 2019 | Agresja & Depresja - Data: 8 marca 2019 - Wydawca: Soul Records - Format: CD, digital download                  | 12                          |                |                            |
| 2019 | Radio Taxi - Data: 19 października 2019 - Wydawca: Soul Records - Format: CD, digital download                  | 2                           |                |                            |
| 2019 | Ogrody Mixtape - Data: 29 grudnia 2019 - Wydawca: Piękny Syf - Format: CD, digital download                     | 4                           | - POL: 30 000+ | - ZPAV: platynowa płyta    |
| 2020 | Afera (oraz Magiera) - Data: 26 czerwca 2020 - Wydawca: Sony Music Entertainment - Format: CD, digital download |                             | - POL: 15 000+ | - ZPAV: złota płyta        |
| 2020 | Kraków, Marzec 2020 - Data: 25 września 2020 - Wydawca: Piękny Syf - Format: CD, digital download               | 6                           | - POL: 15 000+ | - ZPAV: złota płyta        |
| 2020 | Ogrody Mixtape 2 - Data: 25 grudnia 2020 - Wydawca: Piękny Syf - Format: CD, digital download                   | 3                           | - POL: 30 000+ | - ZPAV: platynowa płyta    |
| 2021 | Dramat. (oraz Julia Mikuła) - Data: 28 marca 2021 - Wydawca: Piękny Syf - Format: CD, digital download          | 4                           | - POL: 30 000+ | - ZPAV: platynowa płyta    |
| 2022 | Rough n’ Gentle - Data: 7 kwietnia 2022 - Wydawca: Piękny Syf - Format: CD, digital download                    | 1                           | - POL: 60 000+ | - ZPAV: 2× platynowa płyta |
| 2023 | Ogrody Mixtape 3 - Data: 23 grudnia 2022 - Wydawca: Piękny Syf - Format: CD, digital download                   | 1                           | - POL: 30 000+ | - ZPAV: platynowa płyta    |
| 2024 | Organic Human - Data: 16 lutego 2024 - Wydawca: Piękny Syf - Format: CD, digital download                       | 12                          | - POL: 30 000+ | - ZPAV: platynowa płyta    |
| 2025 | Pauza (oraz @atutowy) - Data: 4 kwietnia 2025 - Wydawca: Piękny Syf - Format: CD, digital download, streaming   | 8                           |                |                            |

### Minialbumy
| Rok  | Album                                                                                          | Najwyższa pozycja na liście |
| Rok  | Album                                                                                          | POL                         |
| ---- | ---------------------------------------------------------------------------------------------- | --------------------------- |
| 2019 | Diabły & zapałki - Data: 7 czerwca 2019 - Wydawca: Soul Records - Format: CD, digital download | 12                          |

### Mixtape’y
| Rok  | Album                                                                              | Sprzedaż       | Certyfikat          |
| ---- | ---------------------------------------------------------------------------------- | -------------- | ------------------- |
| 2022 | Kukonozaur Mixtape Mood - Data: 23 czerwca 2022 - Wydawca: Piękny Syf - Format: CD | - POL: 15 000+ | - ZPAV: złota płyta |

### Single
| Rok  | Tytuł                                               | Certyfikat                 | Album               |
| ---- | --------------------------------------------------- | -------------------------- | ------------------- |
| 2018 | „Kocham cię”                                        | - ZPAV: złota płyta        | Piękny ból          |
| 2018 | „Porsche”                                           | - ZPAV: platynowa płyta    | Piękny ból          |
| 2019 | „Ogrody po blantach”                                | - ZPAV: platynowa płyta    | Ogrody Mixtape      |
| 2019 | „Miniówa”                                           | - ZPAV: 3× platynowa płyta | Ogrody Mixtape      |
| 2019 | „Czerwone Marlboro”                                 | - ZPAV: złota płyta        | Ogrody Mixtape      |
| 2020 | „Czarne BMW” (oraz Magiera; gośc. Avi)              | - ZPAV: złota płyta        | Afera               |
| 2020 | „Dziewczyna z biblioteki” (oraz ka-meal)            | - ZPAV: 2× platynowa płyta | Kraków, Marzec 2020 |
| 2020 | „Sypialnia” (oraz ka-meal)                          | - ZPAV: złota płyta        | Kraków, Marzec 2020 |
| 2020 | „Piję wódę i słucham Ich Troje” (gośc. Quebonafide) | - ZPAV: platynowa płyta    | Ogrody Mixtape 2    |
| 2021 | „Matrioszki”                                        | - ZPAV: platynowa płyta    | singel niealbumowy  |
| 2022 | „Casting”                                           | - ZPAV: złota płyta        | Rough n’ Gentle     |
| 2022 | „Prawniczka”                                        | - ZPAV: platynowa płyta    | Rough n’ Gentle     |
| 2022 | „Batman” (gośc. Daria Zawiałow)                     | - ZPAV: złota płyta        | Rough n’ Gentle     |
| 2022 | „Miss Me”                                           | - ZPAV: złota płyta        | singel niealbumowy  |
| 2022 | „W aucie noc i 90bpm”                               | - ZPAV: 2× platynowa płyta | Ogrody Mixtape 3    |
| 2023 | „She Is Mine”                                       | - ZPAV: złota płyta        | singel niealbumowy  |
| 2023 | „Adderall” (gośc. Brodka)                           | - ZPAV: złota płyta        | Organic Human       |
| 2023 | „Pls Help Me”                                       | - ZPAV: złota płyta        | Organic Human       |

### Występy gościnne
| Rok  | Tytuł                                                             | Certyfikat              | Album              |
| ---- | ----------------------------------------------------------------- | ----------------------- | ------------------ |
| 2020 | „Halo” (Favst, Gibbs; gośc. Kukon)                                | - ZPAV: platynowa płyta | Hample             |
| 2020 | „Boiler Room” (Guzior; gośc. Kukon)                               | - ZPAV: platynowa płyta | Pleśń              |
| 2021 | „Polityka” (Magiera; gośc. Kukon, Malik Montana)                  | - ZPAV: platynowa płyta | Feat.              |
| 2021 | „Obdrapany marmur” (Małach; gośc. Kukon)                          | - ZPAV: platynowa płyta | BYQ                |
| 2022 | „Blow-Up” (Julia Rocka; gośc. Kukon)                              | - ZPAV: złota płyta     | Blaza              |
| 2022 | „Ratchet Business Class” (Kaz Bałagane; gośc. Kukon, Kronkel Dom) | - ZPAV: złota płyta     | singel niealbumowy |
| 2023 | „Haj” (Kizo; gośc. Kukon)                                         | - ZPAV: złota płyta     | Patocelebryta      |
| 2024 | „Wzrok na buciki" (Małach, Rufuz; gość. Kukon)                    |                         | Materiał           |
| 2024 | „Kawałek nieba” (Kaz Bałagane; gośc. Kukon)                       | - ZPAV: złota płyta     | A nie mówiłem?     |

### Inne certyfikowane utwory
| Rok  | Tytuł                                                         | Certyfikat                 | Album                             |
| ---- | ------------------------------------------------------------- | -------------------------- | --------------------------------- |
| 2019 | „Gotówka”                                                     | - ZPAV: złota płyta        | Ogrody Mixtape                    |
| 2019 | „Zima 2019”                                                   | - ZPAV: złota płyta        | Ogrody Mixtape                    |
| 2019 | „Wirtualny diler”                                             | - ZPAV: złota płyta        | Ogrody Mixtape                    |
| 2020 | „Złotegloby”(Quebonafide; gośc. Kukon)                        | - ZPAV: złota płyta        | Romantic Psycho (edycja japońska) |
| 2020 | „Cała noc w samolocie” (oraz ka-meal)                         | - ZPAV: złota płyta        | Kraków, Marzec 2020               |
| 2020 | „List od Mikołaja”                                            | - ZPAV: złota płyta        | Ogrody Mixtape 2                  |
| 2020 | „Letni romans”                                                | - ZPAV: złota płyta        | Ogrody Mixtape 2                  |
| 2020 | „Sheraton Kopenhaga”                                          | - ZPAV: platynowa płyta    | Ogrody Mixtape 2                  |
| 2020 | „Kariera”                                                     | - ZPAV: platynowa płyta    | Ogrody Mixtape 2                  |
| 2021 | „Będziemy mieć dom, malutki dom” (oraz Julia Mikuła)          | - ZPAV: złota płyta        | Dramat.                           |
| 2021 | „Deszcz pada na namiot” (oraz Julia Mikuła)                   | - ZPAV: złota płyta        | Dramat.                           |
| 2021 | „Kokaina nie pomaga ci w depresji” (oraz Julia Mikuła)        | - ZPAV: 2× platynowa płyta | Dramat.                           |
| 2021 | „Miło mi cię poznać” (oraz Julia Mikuła)                      | - ZPAV: złota płyta        | Dramat.                           |
| 2021 | „Szukam ciebie, ciągle w złych miejscach” (oraz Julia Mikuła) | - ZPAV: złota płyta        | Dramat.                           |
| 2022 | „4 Am In Metawers”                                            | - ZPAV: złota płyta        | Rough n’ Gentle                   |
| 2022 | „Aesthetic”                                                   | - ZPAV: złota płyta        | Rough n’ Gentle                   |
| 2022 | „Hard Flex Drive” (gośc. PRO8L3M)                             | - ZPAV: platynowa płyta    | Rough n’ Gentle                   |
| 2022 | „Miss Pleasure”                                               | - ZPAV: 2× platynowa płyta | Rough n’ Gentle                   |
| 2022 | „only&one”                                                    | - ZPAV: 2× platynowa płyta | Rough n’ Gentle                   |
| 2022 | „Tango Argentino”                                             | - ZPAV: złota płyta        | Rough n’ Gentle                   |
| 2022 | „Nowy dom”                                                    | - ZPAV: złota płyta        | Rough n’ Gentle                   |
| 2022 | „Diamond Fetish” (gośc. Gibbs)                                | - ZPAV: platynowa płyta    | Kukonozaur Mixtape Mood           |
| 2022 | „Koala Party” (gośc. Młody Koala)                             | - ZPAV: złota płyta        | Kukonozaur Mixtape Mood           |
| 2022 | „London Rain” (gośc. Kaz Bałagane)                            | - ZPAV: platynowa płyta    | Kukonozaur Mixtape Mood           |
| 2022 | „Budzę się w snach” (Gibbs; gośc. Kukon)                      | - ZPAV: platynowa płyta    | Dopehouse Mixtape                 |
| 2022 | „Daddy Issues” (Pezet; gośc. Kukon, Vae Vistic)               | - ZPAV: złota płyta        | Muzyka komercyjna                 |
| 2022 | „Zachód na blokach”                                           | - ZPAV: złota płyta        | Ogrody Mixtape 3                  |
| 2022 | „Ohs 2022”                                                    | - ZPAV: złota płyta        | Ogrody Mixtape 3                  |
| 2024 | „Lokomotywa” (gośc. Faustyna Maciejczuk)                      | - ZPAV: złota płyta        | Organic Human                     |